# Copa Davis de 2015 - Zona das Américas
A Zona das Américas é uma das 3 zonas regionais da Copa Davis.

## Participantes

### Grupo I
| Sedes: 1. Colômbia 2. Equador | Demais nações: - Barbados - República Dominicana - Uruguai |

#### Disputas
|                                                | 2ª Rodada Play-offs 30 de outubro–1 de novembro | 2ª Rodada Play-offs 30 de outubro–1 de novembro | 2ª Rodada Play-offs 30 de outubro–1 de novembro |                                                |  | 1ª Rodada Play-offs 18–20 de setembro | 1ª Rodada Play-offs 18–20 de setembro | 1ª Rodada Play-offs 18–20 de setembro |  |          | 1ª Rodada 6–8 de março | 1ª Rodada 6–8 de março | 1ª Rodada 6–8 de março |          |                                                                            | 2ª Rodada 17–19 de julho                                                   | 2ª Rodada 17–19 de julho                                                   | 2ª Rodada 17–19 de julho                                                   |                                                                            |                 |
|                                                |                                                 |                                                 |                                                 |                                                |  |                                       |                                       |                                       |  |          |                        |                        |                        |          |                                                                            |                                                                            |                                                                            |                                                                            |                                                                            |                 |
|                                                |                                                 |                                                 |                                                 |                                                |  |                                       |                                       |                                       |  |          |                        |                        |                        |          |                                                                            |                                                                            |                                                                            |                                                                            |                                                                            |                 |
|                                                |                                                 |                                                 |                                                 |                                                |  |                                       |                                       |                                       |  |          | 1                      | Colômbia               |                        |          |                                                                            |                                                                            |                                                                            |                                                                            |                                                                            |                 |
|                                                |                                                 |                                                 |                                                 |                                                |  |                                       |                                       |                                       |  |          |                        | bye                    |                        |          |                                                                            | Uruguai                                                                    | Uruguai                                                                    | Uruguai                                                                    | Uruguai                                                                    | Uruguai         |
|                                                |                                                 |                                                 |                                                 |                                                |  |                                       | Uruguai                               |                                       |  |          |                        |                        |                        |          | 1                                                                          | Colômbia                                                                   | 3                                                                          |                                                                            |                                                                            |                 |
|                                                |                                                 |                                                 |                                                 |                                                |  |                                       | bye                                   |                                       |  |          |                        |                        |                        |          |                                                                            | Uruguai                                                                    | 2                                                                          |                                                                            |                                                                            |                 |
|                                                |                                                 |                                                 |                                                 |                                                |  |                                       |                                       |                                       |  |          | Uruguai                |                        |                        |          |                                                                            |                                                                            |                                                                            |                                                                            |                                                                            |                 |
|                                                |                                                 |                                                 |                                                 |                                                |  |                                       |                                       |                                       |  |          | bye                    |                        |                        |          |                                                                            |                                                                            |                                                                            |                                                                            |                                                                            |                 |
|                                                |                                                 | Uruguai                                         |                                                 |                                                |  |                                       |                                       |                                       |  |          |                        |                        |                        |          |                                                                            |                                                                            |                                                                            |                                                                            |                                                                            |                 |
|                                                |                                                 | Barbados                                        |                                                 |                                                |  |                                       |                                       |                                       |  | Barbados | Barbados               | Barbados               | Barbados               | Barbados |                                                                            |                                                                            |                                                                            |                                                                            |                                                                            |                 |
|                                                |                                                 |                                                 |                                                 |                                                |  |                                       |                                       |                                       |  |          |                        | Barbados               | 2                      |          |                                                                            |                                                                            |                                                                            |                                                                            |                                                                            |                 |
|                                                |                                                 |                                                 |                                                 |                                                |  |                                       |                                       |                                       |  |          |                        | República Dominicana   | 3                      |          |                                                                            | Rep. Dominicana                                                            | Rep. Dominicana                                                            | Rep. Dominicana                                                            | Rep. Dominicana                                                            | Rep. Dominicana |
|                                                |                                                 |                                                 |                                                 |                                                |  | Barbados                              | 2                                     |                                       |  |          |                        |                        |                        |          | República Dominicana                                                       | 3                                                                          |                                                                            |                                                                            |                                                                            |                 |
|                                                |                                                 |                                                 |                                                 |                                                |  | 2                                     | Equador                               | 3                                     |  |          |                        |                        |                        |          | 2                                                                          | Equador                                                                    | 2                                                                          |                                                                            |                                                                            |                 |
|                                                |                                                 |                                                 |                                                 |                                                |  |                                       |                                       |                                       |  |          | bye                    |                        |                        |          |                                                                            |                                                                            |                                                                            |                                                                            |                                                                            |                 |
|                                                |                                                 |                                                 |                                                 |                                                |  |                                       |                                       |                                       |  |          | 2                      | Equador                |                        |          |                                                                            |                                                                            |                                                                            |                                                                            |                                                                            |                 |
| Equipe derrotada disputará o Grupo II em 2016. | Equipe derrotada disputará o Grupo II em 2016.  | Equipe derrotada disputará o Grupo II em 2016.  | Equipe derrotada disputará o Grupo II em 2016.  | Equipe derrotada disputará o Grupo II em 2016. |  |                                       |                                       |                                       |  |          |                        |                        |                        |          | Colômbia e República Dominicana avançam para a Repescagem do Grupo Mundial | Colômbia e República Dominicana avançam para a Repescagem do Grupo Mundial | Colômbia e República Dominicana avançam para a Repescagem do Grupo Mundial | Colômbia e República Dominicana avançam para a Repescagem do Grupo Mundial | Colômbia e República Dominicana avançam para a Repescagem do Grupo Mundial |                 |

### Grupo II.
| Sedes: 1. Venezuela 2. Chile 3. México 4. El Salvador | Demais nações: - Bolívia - Costa Rica - Peru - Porto Rico |

#### Disputas
|                                                      | Play-offs 17–19 de julho                             | Play-offs 17–19 de julho                             | Play-offs 17–19 de julho                             |                                                      |            | 1ª Rodada 6–8 de março | 1ª Rodada 6–8 de março | 1ª Rodada 6–8 de março |        |        | 2ª Rodada 17–19 de julho | 2ª Rodada 17–19 de julho | 2ª Rodada 17–19 de julho |           |                                    | 3ª Rodada 18–20 de setembro        | 3ª Rodada 18–20 de setembro        | 3ª Rodada 18–20 de setembro        |                                    |  |
|                                                      |                                                      |                                                      |                                                      |                                                      |            |                        |                        |                        |        |        |                          |                          |                          |           |                                    |                                    |                                    |                                    |                                    |  |
|                                                      |                                                      |                                                      |                                                      |                                                      |            | Venezuela              |                        |                        |        |        |                          |                          |                          |           |                                    |                                    |                                    |                                    |                                    |  |
|                                                      |                                                      |                                                      |                                                      |                                                      |            | 1                      | Venezuela              | 5                      |        |        |                          |                          |                          |           |                                    |                                    |                                    |                                    |                                    |  |
|                                                      | Costa Rica                                           | Costa Rica                                           | Costa Rica                                           | Costa Rica                                           |            |                        | Costa Rica             | 0                      |        |        | Venezuela                | Venezuela                | Venezuela                | Venezuela | Venezuela                          |                                    |                                    |                                    |                                    |  |
|                                                      |                                                      | Costa Rica                                           | 0                                                    |                                                      |            |                        |                        |                        |        | 1      | Venezuela                | 3                        |                          |           |                                    |                                    |                                    |                                    |                                    |  |
|                                                      |                                                      | Porto Rico                                           | 5                                                    |                                                      | Porto Rico | Porto Rico             | Porto Rico             | Porto Rico             |        | 3      | El Salvador              | 2                        |                          |           |                                    |                                    |                                    |                                    |                                    |  |
|                                                      |                                                      |                                                      |                                                      |                                                      |            | Porto Rico             | 2                      |                        |        |        |                          |                          |                          |           |                                    |                                    |                                    |                                    |                                    |  |
|                                                      |                                                      |                                                      |                                                      |                                                      |            | 3                      | El Salvador            | 3                      |        |        |                          |                          |                          |           |                                    |                                    |                                    |                                    |                                    |  |
|                                                      |                                                      |                                                      |                                                      |                                                      |            |                        |                        |                        |        |        |                          |                          |                          |           |                                    |                                    | Venezuela                          | 0                                  |                                    |  |
|                                                      |                                                      |                                                      |                                                      |                                                      |            | México                 | México                 | México                 | México | México |                          |                          |                          |           |                                    |                                    | Chile                              | 5                                  |                                    |  |
|                                                      |                                                      |                                                      |                                                      |                                                      |            | 4                      | México                 | 3                      |        |        |                          |                          |                          |           |                                    |                                    |                                    |                                    |                                    |  |
|                                                      | Peru                                                 | Peru                                                 | Peru                                                 | Peru                                                 |            |                        | Bolívia                | 1                      |        |        | Chile                    | Chile                    | Chile                    | Chile     | Chile                              |                                    |                                    |                                    |                                    |  |
|                                                      |                                                      | Bolívia                                              | 2                                                    |                                                      |            |                        |                        |                        |        | 4      | México                   | 0                        |                          |           |                                    |                                    |                                    |                                    |                                    |  |
|                                                      |                                                      | Peru                                                 | 3                                                    |                                                      | Chile      | Chile                  | Chile                  | Chile                  |        | 2      | Chile                    | 5                        |                          |           |                                    |                                    |                                    |                                    |                                    |  |
|                                                      |                                                      |                                                      |                                                      |                                                      |            | Peru                   | 0                      |                        |        |        |                          |                          |                          |           |                                    |                                    |                                    |                                    |                                    |  |
|                                                      |                                                      |                                                      |                                                      |                                                      |            | 2                      | Chile                  | 5                      |        |        |                          |                          |                          |           |                                    |                                    |                                    |                                    |                                    |  |
| Costa Rica e Bolívia disputarão o Grupo III em 2016. | Costa Rica e Bolívia disputarão o Grupo III em 2016. | Costa Rica e Bolívia disputarão o Grupo III em 2016. | Costa Rica e Bolívia disputarão o Grupo III em 2016. | Costa Rica e Bolívia disputarão o Grupo III em 2016. |            |                        |                        |                        |        |        |                          |                          |                          |           | Chile disputará o Grupo I em 2016. | Chile disputará o Grupo I em 2016. | Chile disputará o Grupo I em 2016. | Chile disputará o Grupo I em 2016. | Chile disputará o Grupo I em 2016. |  |

### Grupo III

#### Regulamento
- As 9 equipes foram divididos em 2 grupos, um de 4 outro de 5 equipes, onde elas se enfrentam dentro da mesma chave.
- As duas primeiras de cada grupo passam ao Play-off valendo o ascenso, sendo que o 1º de um grupo enfrenta o 2º do outro grupo.
- Os vencedores deste confronto avançam ao Grupo II.

Equipes participantes
| - Bahamas - Bermuda - Cuba - Honduras - Guatemala | - Jamaica - Panamá - Paraguai - Trinidad e Tobago |

## Ligação externa
- «Site oficial da Copa Davis» (em inglês)